# Carl Falck
Pour les articles homonymes, voir Falck.
Carl Falck, né le 27 mai 1907 à Tønsberg et mort le 23 juillet 2016 à Oslo, est un homme d'affaires norvégien.

## Biographie

### Jeunesse et formation
Fils d'un libraire, Carl Wilhelm Andreas Falck naît le 27 mai 1907 à Tønsberg, dans le comté de Vestfold.
Il est maître en droit de l'université d'Oslo en 1931. 

### Carrière
Il est le dirigeant de Norges Grossistforbund de 1948 à 1975.

### Centenaire (2007-2016)
Sa femme meurt en 2010.
En 2012, il devient doyen de Norvège.

### Mort
Il meurt le 23 juillet 2016, à l'âge de 109 ans, à Oslo.

## Ouvrages
- (no) Strukturendringene i Varehandelen Og Virkningen for Industrien, Oslo, Grundt Tanum, 1969, 87 p. (présentation en ligne)